# سلستین فرنه

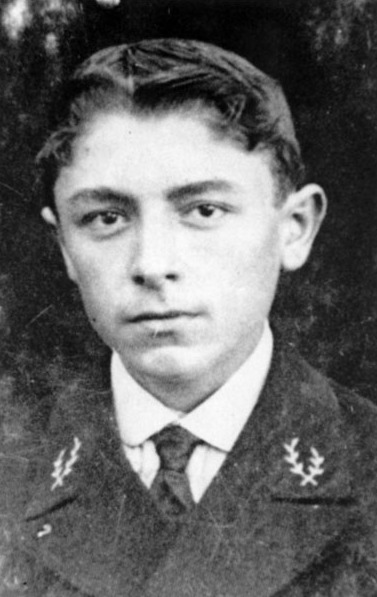
نگارهٔ سلستین فرنه، آموزگار مبتکر فرانسوی - ۱۹۱۴

سلستین فِرنه (۱۸۹۶ - ۱۹۶۶) آموزگار مبتکر فرانسوی بود که روش مدرن تعلیم و تربیت را در فرانسه بنیاد نهاد. او در روستایی در مرز فرانسه و ایتالیا به دنیا آمد و چون خانواده‌اش تهی‌دست بودند مخارج مدرسه برایش سنگین بود و مدتی هم مجبور شد ترک تحصیل کند.
در جنگ جهانی اول شرکت داشت و به شدت زخمی شد. در مورد وی و همسرش الیسا
می‌گفتند گرایش کمونیستی دارند و از همین رو در آغاز انتقاد وی را به سیستم تعلیم و تربیت فرانسه، به انگیزه‌های سیاسی نسبت می‌دادند.

## زندگی و اندیشهٔ او
فرنه اصرار داشت که دانش آموزان باید با چاپ کردن آشنا بشوند و بتوانند همه پرسشهای خودشان را ارائه دهند. آنان تنها در عمل و با جریان آزمون و خطا است که خود را بازمی یابند و اعتماد به نفس پیدا می‌کنند.
حالا ممکن است آنچه او می‌گفت نو نباشد اما در قرن پیش و قبل از جنگ جهانی دوم ایده‌های سلستین فرنه نو بود. دانش آموزان را تشویق به کار جمعی، اعتماد به همدیگر، ضبط فعالیتهای روزانه، تهیه نشریه دیواری و رقابت سازنده با دانش آموزان مدارس دیگر می‌نمود.
به دلیل ایده‌های نو و آنچه در مورد گرایش سیاسی وی می‌گفتند، مدتی در بازداشت خانگی (نزدیک کوه آلپ) بود و سفرهای وی از جمله به شوروی (سال ۱۹۲۵) و دیدار با همسر لنین (نادژدا کوروپسکایا) برایش مسئله‌ساز شد.
او اگرچه سال ۱۹۴۳ به جنبش مقاومت فرانسه پیوسته بود، اما بین سالهای ۱۹۵۰ - ۱۹۵۴، از سوی شماری از کمونیست‌های فرانسوی هم مورد انتقاد قرار گرفت چون به زعم آنان سلستین فرنه، روش‌های ایدآلیستی را به آموزش و پرورش کشانده‌است.
وی در زمینه تعلیم و تربیت مدرن کتبی را رشته تحریر درآورد. روش او با آموزه‌های ماکارنکو روسی و یانوش کورچاک لهستانی و مونته سوری ایتالیایی بی شباهت نبود.
هم اکنون در کشورهای اروپایی مدارسی به نام وی موجود است.
سلستین فرنه به مشاهده و تجربه، آزمون و خطا و روش و تعالیم رنه دکارت و فرانسیس بیکن بها می‌داد. او با دانش آموزان به طبیعت می‌رفت و کلاس‌هایش همان‌جا آغاز می‌شد.